# لاري ماكنيل
لاري ماكنيل (بالإنجليزية: Larry McNeill)‏ مواليد 31 يناير 1951 في مقاطعة هوك - الوفاة 29 ديسمبر 2004، كان لاعب كرة سلة أمريكي. بدأ مسيرته الاحترافية في سنة 1973. تم اختياره من قبل فريق سكرامنتو كينغز خلال الدرافت. بلغ طوله 6 قدم 9 بوصة (2.1 م). اعتزل اللعب في 1984.

## المسيرة الاحترافية
لعب مع سكرامنتو كينغز من سنة 1973 إلى 1976، ثم لعب مع بروكلين نتس في سنة 1976، ثم لعب مع غولدن ستايت ووريورز في سنة 1977، ثم لعب مع بوفالو بريفز في سنة 1978، ثم لعب مع ديترويت بيستونز في سنة 1979، ثم لعب مع كانارياس لكرة السلة في الدوري الإسباني في موسم 1981–1982.

## روابط خارجية
- لاري ماكنيل على موقع إن بي أي (الإنجليزية)
- لاري ماكنيل على موقع سبورتس رفرنس (الإنجليزية)
- لاري ماكنيل على موقع كلية كرة السلة في سبورتس رفرنس.كوم (الإنجليزية)
- لاري ماكنيل على موقع ريلجم (الإنجليزية)
- لاري ماكنيل على موقع بروبوليرز (الإنجليزية)